# Beneath the Skin - Live in Paris
Beneath the Skin - Live In Paris —en españolː Debajo de la piel - en directo desde París— es el segundo videoálbum la banda irlandesa de rock The Cranberries, lanzado el 2 de enero de 2001. Editado en formato DVD por Image Entertainment, dirigido por Maurice Linnane y producido por Ned O'Hanlon, contiene un concierto grabado el 9 de diciembre de 1999 en París en el Omnisport de Bercy durante la gira mundial de Bury the Hatchet, el cuarto álbum de estudio de The Cranberries. En la presentación se interpretó una versión de «Go Your Own Way» de Fleetwood Mac. También contiene un documental de la agrupación, una colección de fotografías y los vídeos de los sencillos promocionales de Bury the Hatchet, y de anteriores actuaciones en vivo de los temas «How» (1993), «Yesterday's Gone» (1995, MTV Unplugged), «Hollywood» (1996) y «Savig Grace» (1999). El menú del DVD fue diseñado por el artista y diseñador gráfico británico Storm Thorgerson.
En 2002 fue lanzada una edición especial llamada Beneath the Skin – Live in Paris – 2, que trajo consigo contenido extra, como los vídeos de «Analyse» y «Time is Ticking Out».

## Contenido
| Concierto en París 1. «Promises» 2. «Animal Instinct» 3. «Loud and Clear» 4. «Ode to My Family» 5. «The Icicle Melts» 6. «Linger» 7. «Wanted» 8. «Salvation» 9. «Desperate Andy» 10. «Go Your Own Way» 11. «Pretty» 12. «When You're Gone» 13. «I Can't Be With You» 14. «Waltzing Back» 15. «Free to Decide» 16. «Zombie» 17. «Ridiculous Thoughts» 18. «Dying in the Sun» 19. «You & Me» 20. «Just My Imagination» 21. «Delilah» 22. «Dreams» | Actuaciones en directo - «How» (1993) - «Yesterday's Gone» (grabado para MTV Unplugged, 1995) - «Hollywood» (1996) - «Savig Grace» (1999) Vídeos musicales - «Promises» Dirección: Olivier Dahan; grabado en marzo de 1999 - «Animal Instinct» Dirección: Olivier Dahan; grabado en julio de 1999 - «Just My Imagination» Dirección: Phill Harder; grabado en septiembre de 1999 Beneath the Skin – Live in Paris – 2 - «Analyse» Dirección: Keir McFarlane; septiembre de 2001 - «Time is Ticking Out» Dirección: Maurice Lilanne; grabado en marzo de 2002 |

## Créditos
| The Cranberries - Dolores O'Riordan - voz, guitarra acústica, guitarra eléctrica, teclados, piano - Noel Hogan - guitarra acústica, guitarra eléctrica - Mike Hogan - bajo - Fergal Lawler - batería Músicos adicionales - Russell Burton - Teclados - Steve DeMarchi - guitarra, voces de acompañamiento | Técnicos - Maurice Linnane - dirección - Ned O'Hanlon - producción - Lewis Kovac - producción ejecutiva Diseño - Jon Crossland - diseño - Storm Thorgerson - diseño - B. Alexander - fotografía* - C. Alexander - fotografía - Jill Furmanovsky- fotografía - Rupert Truman - fotografía |